# Rouleina nuda
Rouleina nuda är en fiskart som först beskrevs av Brauer, 1906.  Rouleina nuda ingår i släktet Rouleina och familjen Alepocephalidae. Inga underarter finns listade i Catalogue of Life.